# Concepción Fernández-Chicarro y de Dios
Concepción Fernández Chicarro  (Tortosa, 1916-31 de octubre de 1979) fue una arqueóloga española directora del Museo Arqueológico de Sevilla.

## Biografía
Se licenció en Filosofía y Letras en Madrid en 1940, obteniendo el premio extraordinario. En 1943 obtuvo el doctorado con la  tesis, titulada Laudes Hispaniae, dirigida por Antonio García Bellido, en la que también obtuvo el premio extraordinario. Fue profesora Ayudante de la Cátedra de Arqueología Clásica y de Lengua y Literatura de la Universidad de Madrid y en 1945 ingresó en el Cuerpo Facultativo de Archiveros, Bibliotecarios y Arqueólogos incorporándose al Museo Arqueológico de Sevilla.
Cuando se incorporó a su nueva plaza, el museo preparaba su traslado a la sede actual en la Plaza de América, colaborando activamente en el montaje de su exposición.
Desde 1959, cuando sustituyó a Juan Lafita tras su jubilación, se mantuvo en la dirección del Museo hasta su fallecimiento en 1979. Junto con el Museo de Sevilla, se hizo cargo, igualmente, de la dirección del Museo de la Necrópolis de Camona (hoy Conjunto Arqueológico de Carmona) y, a partir de 1975,  del Museo de Itálica
Bajo su dirección se reformó el Museo Arqueológico de Sevilla entre 1970 y 1974, adecuándolo a las necesidades del momento.
Pese a su dedicación al museo, nunca abandonó su actividad docente. Entre 1951 y 1966 y posteriormente, entre 1970 y 1973, impartió clases en la Facultad de Filosofía y Letras de la Universidad de Sevilla en las asignaturas de Arqueología Clásica, Epigrafía y Numismática y, posteriormente, de Museografía y Artes suntuarias.
Fue la primera mujer en ser nombrada (1946) Comisaría Local de Excavaciones Arqueológicas. Mantuvo una constante actividad en el campo de la investigación arqueológica, destacando su trabajos en la Necrópolis ibérica de Los Castellones de Ceal (Hinojares, Jaén), Carteia (San Roque, Cádiz) o el Anfiteatro de Itálica.
Recibió numerosas distinciones y fue premiada como académica o miembro destacado de instituciones como la Real Academia de la Historia, la Academia De Bellas Artes Santa Isabel de Hungría, la Asociación de Arqueólogos Portugueses, el Deutsches Archaeologisches Institut y la Sociedad Española de Estudios Clásicos.

## Publicaciones
Autora de un amplio número de trabajos, su producción de puede estructurar en cuatro grupos:
- Publicaciones de guías del Museo Arqueológico de Sevilla, en ediciones de 1945, 1951, 1957, 1969 y 1973, esta última en varios idiomas.
- Publicaciones centradas en dar a conocer la investigación de la colección del Museo.
- Publicaciones de las excavaciones llevadas a cabo en diversas áreas de Andalucía.
- Publicaciones sobre temas museísticos.

Ente su amplia bibliografía se pueden destacar:
- "Los dólmenes de Valencina de la Concepción". Pub. Ayuntamiento de Sevilla. Sevilla,1974.
- "Informe sobre las excavaciones del Anfiteatro Romano de Carmona (Sevilla)". Actas del XIII Congreso Arqueológico Nacional, Huelva, 1972. Zaragoza, 1975
- "Altar der Matres Aufanias aus Carmona. Spanien". Epigraphische Studien, t. V. Düseeldorf, 1968-69, pág. 149-15
- "Museografía". Revista de Archivos, Bibliotecas y Museos, t. LVIII, 1952, p. 535 y ss..